# Batszümber járás
Batszümber járás (mongol nyelven: Батсүмбэр сум) Mongólia Központi tartományának egyik járása. Területe 2500 km². Népessége kb. 6600 fő.
Székhelye Mandal (Мандал) vasútállomás, mely 145 km-re fekszik Dzúnmod tartományi székhelytől és 98 km-re Ulánbátortól.